# WCNC-TV
WCNC-TV（仮想チャンネル36・UHFデジタルチャンネル24）は、アメリカ・ノースカロライナ州シャーロットに認可されたNBC系列のテレビ局。バージニア州マクレーン (バージニア州)に拠点を置くテグナが所有している。スタジオは、シャーロット南部のビリー・グラハム図書館のすぐ東にあるビリー・グラハム・パークウェイ（シャーロット市道4号線）の近くにあるウッド・リッジ・センターオフィス複合施設にあり、送信所はガストン郡の中央北部にある。一部のケーブルプロバイダー、AT&T U-verse、ディレクTV、ディッシュ・ネットワークはチャンネル36を使用しているが、通常、市場のケーブルシステムのチャンネル6で伝送される。
チャンネル36は、1967年に独立テレビ局として設立され、1970年代を通じてテッド・ターナーによって運営されていた。1978年にシャーロットのNBC系列局となり、それ以来、一般的に3番目に評価されているテレビ局となっている。

## 歴史

### シャーロットでのチャンネル36の以前の使用
シャーロットのUHFチャンネル36で運用された最初の放送局は、1954年1月5日にWAYS-TVとして放送され、1955年1月24日に売却され、コールサインをWQMC-TVに変更した。シャーロットの2番目のテレビ局であるWAYS-TV・WQMC-TVは、当時UHFチューニング機能を含める必要がなかったため、WBTV（チャンネル3）に対して何の前進もせず、合衆国議会が1961年に全チャンネル受信機法を可決するまで変更されなかった。1955年3月に運用を停止した。1957年に所有権が再構成されたWUTVとして放送に戻す計画は失敗したが、1961年から1963年にかけて教育番組が放送された。サイ・バハケルは1964年に同局を買収し、チャンネル36で放送された後、1966年11月にUHFチャンネル18に移動したWCCBとして放送に戻した。

### シャーロット・テレキャスターズ時代
現在のチャンネル36の前身は、1967年7月9日にWCTU-TVとして放送された。シャーロットの歯科医であるハロルド・W・ツイスデール（Harold W. Twisdale）と、ワシントンD.C.を拠点とするエンジニアのデイヴィッド・L・スティール（David L. Steel）は、シャーロット・テレキャスターズ（Charlotte Telecasters Inc.）として運営されている元の所有権グループのリーダーだった（コールサインのWCTIを取るつもりだったが、潜在的な混乱を理由に、地元の教育放送局・WTVIは首尾よく反対し、「U」はUHFの略だった）。WCTU-TVは、ノースカロライナ州で最初の独立放送局 (北アメリカ)であり、ヒッコリーを拠点とするWHKY-TV（チャンネル14）を8ヶ月間放送した。
ツイスデールとスティールは、他の計画されたUHF放送局の主要な投資家であり、メンフィスとリッチモンドの放送局の建設許可は作成されておらず、グループはダーラムのチャンネル28で敗北したが、ジョージア州オーガスタのWCTU-TVとWATU-TV（後のWAGT (TV)）が放映された。WATU-TVは収益性の高い事業であり、それに比べて、WCTU-TVの開始時に発生した債務は、ツイスデールにメンフィスとリッチモンドの計画を棚上げするよう促した。
WCTU-TVは当初、15:00から23:00まで1日約8時間稼働する低予算の独立局だった。いくつかの非常に古い映画、西部劇、1950年代初頭からのいくつかのコメディ番組、そして広報 (放送)番組のラインナップを放送した。シャーロットのヒッコリー・グローブ地区にあるフッド・ロードのスタジオで運営されており、当時としては非常に近代的な設備を備えており、一部の番組や映画をカラーで放送し、ローカル番組も全てカラーで放送していた。
1969年に財政的に苦境に立たされた。同年7月に、機器サプライヤーのアンペックスは、購入した製品の支払いを怠ったとして、WCTU-TVに130万ドルを求める2件の訴訟を起こした。映画配給会社のナショナル・テレフィルム・アソシエイツも、映画レンタル契約に違反したとして、チャンネル36を80,000ドルで訴えた。同年9月、裁判所はWCTUを管財人にしたが、放送は続けた。ツイスデールは、「私たちの活動を妨げる力が組み合わさったと感じている」と述べ、1977年まで完全に却下されなかったWBTVの所有者であるジェファーソン＝パイロット・コーポレーション（Jefferson-Pilot Corporation）に対する長年の反トラスト訴訟を予見した。

### ターナーの方向転換
チャンネル36は、1970年2月に購入者としてテッド・ターナーを見つけ、ノースカロライナ州のターナー・ブロードキャスティング（Turner Broadcasting）を通じてWCTUを125万ドルで買収した。ターナーは破産した放送局から機器の購入を偵察していたが、代わりに全事業を買収することにした。当時、彼は他の1つのテレビ施設、アトランタのWJRJ-TVと、他の南東部の都市にある3つのラジオ局を所有していた。ターナーは、同年7月にフルネームのイニシャルであるロバート・エドワード・ターナー3世（Robert Edward Turner III）を使用して、名称をWRET-TVに変更し、8月に新しく拡張された番組ラインナップを開始した。レスリングとミュージックビデオ番組『ザ・ナウ・エクスプロージョン』の2番組だけが保持された。

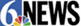
1996年から2006年まで使用されたWCNC-TVの以前のニュースロゴ

ターナーの新しいシャーロットの放送局はすぐには成功しなかった。番組のコストは、視聴率に比べて高かった。局の個性は1つだけ、アナウンサーのボブ・チェッソンは、「デッド・アーネスト（Dead Ernest）」として、ホラー映画のブロックのホストを務めていた。1972年2月のある土曜日朝、ターナーは視聴者からの貢献を呼びかけるためにWRET-TVに現れ、チャンネル36は買収してからも壊れていないと言った。請求書の支払いに十分な額である53,000ドルの寄付を集め、いくつかの新しい広告主からも関心を集めた。WRET-TVは、典型的なUHFに依存せず、アニメ、シットコム、古い映画、スポーツイベントの大規模なスレートのラインナップを放送した。これは、クリスチャン・ブロードキャスティング・ネットワーク制作の『The 700 Club』の初期のキャリアの1つで、ある時点で、シャーロット地域はCBNの公約拠出の15%を占めていた。

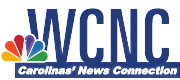
2006年から2008年までのWCNC-TVのニュースロゴ。

1975年までに、より強力な映画ライブラリに支えられて、WRET-TVは、『テレビジョン/ラジオ・エイジ (雑誌)』の分析によると、視聴率で全国65の国内第5位の独立局として浮上し、利益を上げていた。ターナー・コミュニケーションズ・グループの他の企業から独立して5年間運営された後、同社は同年後半にWRET-TVとその親会社を吸収した。同年の終わりに、ターナーはケーブルプロバイダーに配信するために全国の2つの放送局のうちの1つをアップリンクする計画を立てていた。ターナーはアトランタの旗艦局をアップリンクすることを好んだが、その時点で名前が変更されたが、連邦通信委員会がトップ25のテレビ市場のスーパーステーションの存在を妨げるルールを緩和しなかった場合のバックアップだった。チャンネル36は、1976年2月に、4年前に貢献した視聴者に返済する計画を発表してこの年を締めくくった。それぞれ25セントから200ドルで送金した3,600人の寄稿者は、ターナーから利子付きでお金を返す小切手を受け取った。
1976年と1977年に、チャンネル36はさらに積極的な番組の購入者となり、WSOC-TVから『メアリー・ハートマン、メアリー・ハートマン』のローカル権利を取得し、WBTVがパッケージを渡した際にNBAバスケットボールのCBSカバレッジを放送するために介入した他、シャーロットの系列局が先取りした他のネットワーク番組も放映された。カロライナ州、テネシー州、バージニア州の148本のケーブルシステムで放映されていた。しかし、WRET-TVは、ニュースや啓蒙番組の番組で遅れをとっていた。15分間の放送終了前のニュース放送（局で唯一のそのような番組）は、アトランタの本部からビル・タッシュによって読まれ、電話でシャーロットに送られた。

### 独立局からNBC系列局へ
1977年、ABCは、元NBC系列局であるWSOC-TVを、1978年7月1日からシャーロット市場の新しいアウトレットとしてWCCB-TVに取って代わったと発表した。その決定は、シャーロットのNBC加盟のためにWCCB-TVとWRET-TVの間の対決を開始した。WCCB-TVがお気に入りと見なされており、WRET-TVとは異なり、ニュース部門が機能していた。NBCの情報筋は、チャンネル36を、より強力な信号を備えたWCCB-TVの背後にある最後の選択肢と見なし、ネットワークがCBSから無駄にしようとしていた長い間支配的なWBTVを見ていたと言われている。
しかし、ターナーは、ネットワークが番組をWRET-TVに移行した場合、同局の改善に250万ドルを費やすとNBCに約束した。その合計のうち、100万ドルは1年以内に完全なニュース部門を開始するために使われ、提案された拡張では、WSOC-TVで26人、WCCB-TVで12人であるのに対し、22人が雇用される。同年4月29日、NBCとの提携にチャンネル36が選択されたというニュースが報じられ、ネットワークは、ターナーの局でのターンアラウンドレコードと、アトランタ・ブレーブスとアトランタ・ホークスの所有権に基づいて、WCCB-TVよりもチャンネル36を優先した。この決定により、WCCB-TVは独立局となった。
NBCとの提携を引き受けてから2か月後、WRET-TVは『Action News』の旗印の下で同年9月に最初のニュース放送を開始して、ロバート・D・レイフォードが最初のニュースキャスターを務めた。メインニュースは19:00に放送されたが、別の時間帯では視聴者を引き付けることができなかった。WBTVが52のシェアを持ち、WSOC-TVが18:00のニュースで23のシェアを持っていたのに対し、WRETは5しか引き出せなかった。シャーロットニュースのボブ・ウィザートは、WRET-TVのニュース運用を「全く場所を失ったことに多大な労力を費やしている」と説明した。切り替え後も殆ど壊れていないと言われていた同局についても同じことが言えた。

### グループW時代
ターナーの野心的で殆ど成功したWRET-TVの所有権は、NBCの提携を取得した後もそれほど長くは続かなかった。1979年までに、ターナーはCNNを開始する過程にあり、彼は新しいベンチャーに必要な資金を調達するためにチャンネル36を売却すると発表した。1979年5月16日、ウェスティングハウス・ブロードキャスティング（「グループW（Group W）」としても知られる）へのWRET-TVの売却が2,000万ドルで発表され、単一のUHFテレビ局の当時の記録を打ち立てた。他の都市で有名なテレビ局やラジオ局の所有者であるグループWによる買収のニュースは、最初はWRET-TVスタッフによって歓喜に見舞われた。他の場所で新しい仕事を探していた2人の局員は、売却が発表された際に滞在することにした。1984年、ターナーとCNNを共同設立したリース・ショーンフェルドは、ターナーがWRET-TVの買収でCNNの資金を獲得した担保を提供することで、ウェスティングハウスがCNNの開始に資金を提供し、2年後には、独自の短命の「サテライト・ニュース・チャンネル」資金を提供したことに注目した。
ウェスティングハウスが地元の公民権団体によるライセンス更新チャレンジの撤回と引き換えに40万ドルの助成金とアファーマティブアクションプログラムを提供することに合意した1980年4月末に、売却の最終承認が確保され、連邦通信委員会は、同局が十分な少数派を雇用しておらず、18ヶ月の半期でWRET-TVのライセンスを更新したと述べた際、彼らに有利に働いた。資金の一部は、ジョンソン・C・スミス大学のジャーナリズム学部を改善するために使われた。
ウェスティングハウスは、同年10月13日、コールサインを「People of the Carolinas and Queen City（カロライナとクイーンシティの人々）」を表すWPCQ-TVに変更し、「Q36」としてブランド化された。この動きは、主要な番組の改造と実効放射電力の130万ワットから250万ワットへの増加と並行して行われた。ニュース放送は18:00と23:00から17:30と0:30に移動され、いくつかの新しいマガジン番組が追加された。その後、初期のニュースは午後6時に戻されたが、『グッド・タイムズ』の再放送を放送するWCCBは、WPCQ-TVのニュース放送を視聴した2％に対して、1982年5月には13％の視聴者を集め、WPCQ-TVはまたしても資金を失っていた。ウェスティングハウスがチャンネル36をより競争力のあるものにすることができなかったことは、同社がより多くのことを行うことを期待していた地元のライバルでさえ驚いた。
1982年8月に、別の番組変更を行ったが、今回は低視聴率の夕方ニュースを打ち切ったという全国的にかなりの注目を集めた。同番組を打ち切った際、『NBCナイトリーニュース』の放送も止めることを決定した。これにより、NBCの関係者は、WBTVを含むシャーロットの他の放送局に『NBCナイトリーニュース』を購入するようになった。同局は正午のニュース、終日の短いニュース要約、時折のニューススペシャルを続けた。関係者は、電力の増加にもかかわらず、ノースカロライナ州ウィンストン・セーラムのWXII-TVとサウスカロライナ州コロンビアのWIS (TV)からより良い信号を受信した市場の外側の地域に到達するには、十分な強度ではなかったWPCQ-TVの信号を非難した。例えば、市場のサウスカロライナ側の多くは、WPCQ-TVの信号がサウスカロライナ線から26マイル（42 km）であったにもかかわらず、送信所がシャーロットの南80マイル（130 km）にあったWISからの受信が良好になった。
「Q36」は、メロドラマ『テキサス (テレビシリーズ)』、1984年の民主党全国大会の報道、ネットワークスポーツイベントなど、NBCネットワーク放映番組の頻繁な先取りで知られるようになった。また、デイヴィッド・ブリンクリーがホストを務める『NBCマガジン（NBC Magazine）』を深夜まで遅らせた。ウェスティングハウス自身の制作番組でさえ、局の観客を保証するものではなく、『アワー・マガジン（Hour Magazine）』をWPCQ-TVで2年間放映した後、1982年にWBTVに移った。
WPCQ-TVの前向きな進展はほとんど見られなかったため、ウェスティングハウスはすぐに、局の低い期待を社内の他の場所で有利に利用することを選択した。ウェスティングハウスは長い間、社内から広く宣伝してきたため、WPCQ-TVを「ファームチーム」に相当するものとして使用していた。そのより有望な放送中の個性は、WPCQ-TVをシャーロット郊外のグループWの評判の高い伝統的なラジオ・テレビ局への昇進への足がかりとして単に扱っただけである。同社のニューヨーク市にあるオールニュース放送局・WINS (AM)での組合ストがアナウンサー無しで残した際、ウェスティングハウスは他のグループW所有局からの20人の従業員のチームの一部としてWPCQ-TVアンカーのロバート・D・レイフォードを送った。スポーツディレクターのルー・ティリーがWBZ-TVの週末のスポーツアンカーになるためにボストンに引っ越した際など、人材は会社の他の場所に空席を残すことがよくあった。WPCQ-TVのニュースで3年間アンカーを務めていたアマンダ・デイビス (ジャーナリスト)は、ボルチモアの放送局であるWJZ-TVの報道の申し出を断った後、グループWのサテライト・ニュース・チャンネルの記者となった。

### 新たなオデッセイ
WPCQ-TVを買収してから4年後、マイケル・フィンケルスタインが率いるニューヨークの投資パートナーシップであるオデッセイ・パートナーズ（Odyssey Partners）は、1984年に買収した。ウェスティングハウスの場合、この動きは主要な市場に焦点を当て、4年間で500万ドルを失ったと推定される放送局を廃止することだった。「シャーロット・オブザーバー」のテレビ・ラジオコラムニストのマーク・ウルフは、グループWが他の場所でうまく使用した要素が、シャーロットの2人の手ごわい、定着した競合他社に対してへこみを作ることができなかったこと、そして会社がその典型的な計画がうまくいかなかった際、他のアイデアを欠いているようだったことを記した。
1985年2月に売却が終了した際、オデッセイはすぐに『NBCナイトリーニュース』をスケジュールに戻すことを発表した。同年後半、同局ゼネラルマネージャーのスタン・ルディックが、チャンネル36がこのアイデアについて市場調査を行っていると述べた際、ローカルニュース番組が戻ってくる可能性について話し合いが始まった。シャーロットはNBCがその所属を移動するための潜在的な市場として引用されていたため、ニュースゲームに戻る理由があった。1986年2月、夕方のニュース番組の制作に戻ると発表した。
200万ドルの投資に続いて、1986年9月8日17:30と23:00のニュースが放送を開始し、元アトランタのニュースマンであるジョン・マックナイトとカレン・アダムスがアンカーを務めた。視聴率は低かったが、グループW時代の『Action News』のレベルを超えていた。オリジナルの『36 News』の夕方のニュースは1時間に拡大し、1988年5月に運用のソフトリブートに相当する『News 36』となった。刷新により、特に週末のスポーツアンカーのハンナ・ストームを含む、一連の新しい顔がもたらされた。
オデッセイはまた、WPCQ-TVの技術的なオーバーホールを実施した。1987年、ダラスの北にある土地を購入して、WBTVが所有するタワーの近くに新しいタワーを建設し、WJZYを新しく建設し、電力を最大500万ワットに増やすことを申請した。
NBCがチャンネル36から所属を移動しようとした試みを生き延びた後、NBCはシャーロットVHF局と新しいWJZYの両方に法廷を開くことを試みようとしたが、1988年9月に新しいタワーとより強力な信号がアクティブになり、WPCQ-TV信号は他のシャーロットの放送局と同等となった。

### プロビデンス・ジャーナル
プロビデンス・ジャーナル・カンパニー（ProJo）は1988年にWPCQ-TVを3,000万ドルで買収し、4番目のテレビ局の買収をマークした。
ProJoはすぐに、同局の新しいIDの構築に着手した。以前は「ジャーナル」のプロビデンスラジオ局で使用されていたコールサイン「WPJB-TV」を最初に追求した後、同局は1989年9月3日に、代わりに「WCNC-TV」（「Charlotte, North Carolina」の略）となった。同日、17:30のニュースの時間を、2つの30分間放送に分割し、殆どのエリアシステムのケーブルチャンネル6にも移動した。また、ウッド・リッジ・オフィス複合施設のビリー・グラハム・パークウェイに650万ドルの新しいスタジオを建設し、そこに「NBCニュースチャンネル（NBC News Channel）」のアフィリエイトサービスの新しい本部が加わり、ゼネラルマネージャーのジョン・ヘイズがシャーロットに誘い込んだ。ProJoはまた、市場で唯一の新しいサテライトトラックと、シャーロット市場での深夜視聴率を求めて生まれた。NBCニュースチャンネルの制作である『NBCナイトサイド』の初期の数ヶ月は、WCNC-TVの新セットから来た。全ての改善にもかかわらず、WCNC-TVのニュースは3位にと留まった。
1996年以降、ケーブルチャンネルの場所に関連して、「NBC 6」として放送上でブランド化され、視聴率日誌の潜在的な混乱を避けるために、2004年にそのコールサインを通り抜けるためにそのあだ名を静かに流した。

### ベロの所有権
1996年、ベロ・コーポレーションはプロビデンスジャーナル社を買収した。ベロが買収を完了したため、1997年の初めに1週間強で2回のアンカーの離任に苦しんだ間、同ニュース放送はまだ3位だった。新しいゼネラルマネージャーのリチャード・キールティの下で、WCNC-TVは元WBTVのソーニャ・ガントをシカゴの任務から市場に呼び戻した。ベロが多年生の最下位から局を引き上げようとした際、WCNC-TVはまた、新しい20万ドルのニュースセットも受け取った。
翌年、WSOC-TVで長年の気象学者を務めていたレイ・ボイランは引退せず、WCNC-TVの放送中の報道を行った一方、チャンネル9で彼の代わりに務めていたテリー・ベネットを雇った。ボイランとベネットは、新しいドップラーレーダーやその他の気象機器を購入したことでバックアップされた。ただし、行われた才能の変更のすべてが積極的に受け入れられたわけではなく、1980年代にシャーロットのWBTVでの最初の常勤の黒人アンカーであったベアトリス・トンプソンの追放は、彼女が自身のレースのために追い出されたと感じた一部の視聴者による抗議につながった。
ボイランは2000年12月に引退した。2000年代初頭、特に朝と11:00にローカルニュースの視聴率に勢いを示し、2000年から2002年の間に、The WB系列のWFVT（チャンネル55）の22:00のニュースを制作した。
2009年10月30日、アンカーチーム（ジェフ・キャンベル、コリーン・オデガード、ラリー・スプリンクル、プロデューサーのナタリー・リドリー）が着用した11のコスチュームが、同日の平日朝のニュースで記録を樹立するなど、ローカルニュースで、殆どのハロウィーン衣装の変装の記録を更新した。

2008年、コールサインで自局自身を参照し、「Carolinas' News Connection」というスローガンを使用した後、地上波チャンネル番号とデジタルテレビの登場を理由に、ブランドを「NewsChannel 36」に変更した。しかし、実際に地上波や仮想チャンネル36の衛星放送を視聴した人は殆どいなかったため、2012年に再びブランドを「NBC Charlotte（NBCシャーロット）」に変更された。

### ガネット/テグナの所有権
2013年6月13日、ガネット・カンパニーは、ベロを15億ドルで買収すると発表した。売却は同年12月23日に完了した。ベロの買収後にガネットがWCNC-TVに行った投資には、ニュース放送の高解像度への変換とニュースルーム用の新しいコンピュータシステムが含まれていた。
2015年6月29日、ガネットは2社に分割され、一方は印刷メディアに特化し、もう一方は放送・デジタルメディアに特化した。WCNC-TVは、テグナという名称の後者の会社によって保持されていた。

## ニュース放送
WCNC-TVは現在、毎週40時間半のローカルで制作されたニュースを放送しており（平日：6時間半、土・日曜日：4時間）、 さらに、2010年に開始された平日11:00に放送される1時間のエンターテインメント・ライフスタイル番組『シャーロット・トゥデイ（Charlotte Today）』を制作している。
ターナーの管理下で堅実な、低視聴率のスタートを切った後、ニュース部門は、WCNC-TVを運営するためのグループWの品質の悪いアプローチによってひどく困惑した。グループWはすぐに週末夕方のニュースを打ち切り、23:00のニュースを翌0:30に移動してから、1981年に完全に終了した。夕方のニュースは、1982年秋にキャンセルされるまで17:30から18:00の時間枠にシフトされた。グループWの残りの所有権については、WCNC-TVに残っている唯一のローカルニュース番組は、正午から30分間のニュース、1時間ごとのカットイン、『トゥデイ』の5分間のローカル挿入、週刊のマガジン番組、時折のスペシャルで構成されていた。
オデッセイ・パートナーズ（Odyssey Partners）が買収した後、正午のニュースは1985年春に打ち切られた。1986年9月、WPCQは本格的なニュース部門をリニューアルした。当初、夕方ニュースを17:30にスケジュールし、18:00にWBTVやWSOC-TVと競争することを望んでいなかったことを知っていた。1988年、WPCQは17:30のニュースを1時間に拡張し、週末に18:00のニュースを追加した。WCNC-TVとなった後、平日18:00のニュースを平日のスケジュールに追加した。以下では、1990年代後半に、当時は珍しい5:00の番組を含む新しい時間枠にさらに拡大した。
1999年、WCNC-TVのニュース部門は5部構成のPBSドキュメンタリーシリーズ「ローカルニュース（Local News）」に記録された。同年、WCNC-TVは、WCCBが独自のニュース部門を立ち上げると発表した後、WSOC-TVが番組制作の契約を終了した直後、当時のFOX系列のWCCBとニュース共有契約を結び、同局の22:00のニュースの制作を引き継いだ。WCCBの社内ニュース事業が2000年に開始された後、WCNC-TVはWB系列のWWWB（チャンネル55、現：WMYT-TV）で22:00のニュースを放送し始めた。WCNC-TVは、メディケイドによる歯科治療の調査で、2003年にシャーロットのテレビ局としては初めてのピーボディ賞を受賞し、受賞歴のある方法で市場で注目を集めた。
2000年代の殆どの間、WCNC-TVは、WSOC-TVに次ぐ2位でWBTVと活発な戦いを繰り広げていたが、2000年代後半のNBCネットワークのパフォーマンスと日中のシンジケートサービスの不備により、殆どの時間枠で3位に戻った。 これは2016年2月のスイープでも続き、その夜のニュース放送はWBTVの視聴者数の半分をわずかに占めた。
2005年後半、シャーロット市場の最初の16:30のニュースをデビューさせ、16:30から18:30までの2時間のローカルニュースブロックを制作した。2007年に、長年のブランド『6News』を段階的に廃止し、『WCNC, Carolinas' News Connection』としてブランド名を変更した。2008年8月に、再び『NewsChannel 36』にブランド名を変更し、WCNC-TVがブランドに地上波チャンネル番号を使用したのは12年ぶりのことである。同年9月から、16:00にニュースを放送し、『ジャッジ・ジュディ（Judge Judy）』は16:30に放送して、2012年1月、16:00のニュースは1時間に拡大し、正午のニュースは1時間から30分間に短縮された。
2009年5月18日、ローカルニュースを16:9ワイドスクリーン標準画質で放送し始め、ニュースグラフィックの刷新と並行して行われた。2014年6月28日に、フルハイビジョンへの変換が行われた。

### 著名な現在のスタッフ
- サラ・フレンチ（英語版） - アンカー[115]

### 著名な元スタッフ
- ヘザー・チルダーズ（英語版） - 週末アンカー（1992年 - 1995年、FOXニュース→2020年後半現在：ニュースマックスTV（英語版））[116]
- アマンダ・デイビス (ジャーナリスト)（英語版） - リポーター（1979年 - 1982年、後にサテライト・ニュース・チャンネル（英語版）ワシントンD.C.特派員（1982年 - 1983年）→アトランタのWAGA-TV（英語版）（1986年 - 2013年）→WGCL-TV（英語版）（2015年 - 2017年）、2017年12月27日に死去）[63]
- アレン・デントン（英語版） - アンカー（1996年 - 2000年、現：サンディエゴのKUSI-TV（英語版））[117]
- ダグ・マッケルウェイ（英語版） - リポーター（1980年 - 1982年、後にワシントンD.C.のWRC-TV・WJLA-TV→現：FOXニュース）[118]
- ボブ・レイフォード（英語版） - アンカー・トーク番組ホスト（1978年 - 1986年、後に『ジョン・ボーイ・アンド・ビリー・ビッグ・ショー（英語版）』）、2017年に死去[41]
- ハンナ・ストーム（英語版） - スポーツアンカー（1988年 - 1989年、後にNBCスポーツ→CBS『ジ・アーリー・ショー』→現：ESPN）[72]
- ベアトリス・トンプソン（英語版） - 一般任務リポーター（1988年 - 1989年）[95]
- ベス・トラウトマン（英語版） -  ニュースアンカー（2015年 - 2017年）[119]